# Rhein-Neckar-Kreis
Het Rhein-Neckar-Kreis is een Landkreis in de Duitse deelstaat Baden-Württemberg.
Op 31 december 2020 telde de Landkreis 548.233 inwoners op een oppervlakte van 1.061,72 km². Het bestuur zetelt in de stad Heidelberg, die als Stadtkreis zelf geen deel uitmaakt van het Landkreis.
|  | Dilsberg     |
|  | Eberbach     |
|  | Hockenheim   |
|  | Ladenburg    |
|  | Neckargemünd |
|  | Schriesheim  |
|  | Schwetzingen |
|  | Sinsheim     |
|  | Weinheim     |
|  | Wiesloch     |

## Steden
De volgende steden liggen in het Rhein-Neckar-Kreis:
| Steden (Städte) | Steden (Städte) | Steden (Städte)              | Steden (Städte) | Steden (Städte) |
| --------------- | --------------- | ---------------------------- | --------------- | --------------- |
|                 |                 | Eberbach                     | 15 258          | 81,2 km²        |
|                 |                 | Eppelheim                    | 14 629          | 5,6 km²         |
|                 |                 | Hemsbach                     | 12 230          | 12,9 km²        |
|                 |                 | Hockenheim                   | 21 031          | 34,8 km²        |
|                 |                 | Ladenburg                    | 11 473          | 19 km²          |
|                 |                 | Leimen                       | 26 932          | 20,6 km²        |
|                 |                 | Neckarbischofsheim           | 3 946           | 26,4 km²        |
|                 |                 | Neckargemünd                 | 14 032          | 26,2 km²        |
|                 |                 | Rauenberg                    | 7 631           | 11,1 km²        |
|                 |                 | Schönau                      | 4 696           | 22,5 km²        |
|                 |                 | Schriesheim                  | 14 855          | 31,6 km²        |
|                 |                 | Schwetzingen                 | 22 159          | 21,6 km²        |
|                 |                 | Sinsheim                     | 35 517          | 127 km²         |
|                 |                 | Waibstadt                    | 5 659           | 25,6 km²        |
|                 |                 | Walldorf                     | 14 774          | 19,9 km²        |
|                 |                 | Weinheim                     | 43 692          | 58,1 km²        |
|                 |                 | Wiesloch                     | 25 897          | 30,3 km²        |
| Gemeinden       |                 |                              |                 |                 |
|                 |                 | Altlußheim                   | 5 296           | 16 km²          |
|                 |                 | Angelbachtal                 | 5 002           | 17,9 km²        |
|                 |                 | Bammental                    | 6 498           | 12,2 km²        |
|                 |                 | Brühl                        | 14 256          | 10,2 km²        |
|                 |                 | Dielheim                     | 8 933           | 22,7 km²        |
|                 |                 | Dossenheim                   | 12 008          | 14,1 km²        |
|                 |                 | Edingen-Neckarhausen         | 14 127          | 12 km²          |
|                 |                 | Epfenbach                    | 2 517           | 13 km²          |
|                 |                 | Eschelbronn                  | 2 572           | 8,2 km²         |
|                 |                 | Gaiberg                      | 2 427           | 4,2 km²         |
|                 |                 | Heddesbach                   | 494             | 8,2 km²         |
|                 |                 | Heddesheim                   | 11 566          | 14,7 km²        |
|                 |                 | Heiligkreuzsteinach          | 3 054           | 19,6 km²        |
|                 |                 | Helmstadt-Bargen             | 3 793           | 28 km²          |
|                 |                 | Hirschberg an der Bergstraße | 9 405           | 12,4 km²        |
|                 |                 | Ilvesheim                    | 7 768           | 5,9 km²         |
|                 |                 | Ketsch                       | 12 808          | 16,5 km²        |
|                 |                 | Laudenbach                   | 6 110           | 10,3 km²        |
|                 |                 | Lobbach                      | 2 401           | 14,9 km²        |
|                 |                 | Malsch                       | 3 401           | 6,8 km²         |
|                 |                 | Mauer                        | 3 919           | 6,3 km²         |
|                 |                 | Meckesheim                   | 5 343           | 16,3 km²        |
|                 |                 | Mühlhausen (Kraichgau)       | 8 218           | 15,3 km²        |
|                 |                 | Neidenstein                  | 1 820           | 8,5 km²         |
|                 |                 | Neulußheim                   | 6 675           | 3,4 km²         |
|                 |                 | Nußloch                      | 10 734          | 13,6 km²        |
|                 |                 | Oftersheim                   | 10 686          | 12,8 km²        |
|                 |                 | Plankstadt                   | 9 559           | 8,4 km²         |
|                 |                 | Reichartshausen              | 2 015           | 10 km²          |
|                 |                 | Reilingen                    | 7 068           | 16,4 km²        |
|                 |                 | Sandhausen                   | 14 336          | 14,6 km²        |
|                 |                 | Schönbrunn                   | 2 987           | 34,5 km²        |
|                 |                 | Spechbach                    | 1 720           | 8,5 km²         |
|                 |                 | St. Leon-Rot                 | 12 539          | 25,6 km²        |
|                 |                 | Wiesenbach                   | 3 092           | 11,1 km²        |
|                 |                 | Wilhelmsfeld                 | 3 293           | 4,8 km²         |
|                 |                 | Zuzenhausen                  | 2 138           | 11,6 km²        |

## Inwoners
| 1973    | 1975    | 1980    | 1985    | 1987    | 1990    | 1995    | 2000    | 2005    | 2007    |
| 447.099 | 449.602 | 463.110 | 467.597 | 465.342 | 488.017 | 512.445 | 524.028 | 533.993 | 534.989 |

Alb-Donau-Kreis · Baden-Baden · Biberach · Bodenseekreis · Böblingen · Breisgau-Hochschwarzwald · Calw · Emmendingen · Enzkreis · Esslingen · Freiburg im Breisgau · Freudenstadt · Göppingen · Heidelberg · Heidenheim · Heilbronn (stad) · Landkreis Heilbronn · Hohenlohe · Karlsruhe (stad) · Landkreis Karlsruhe · Konstanz · Lörrach · Ludwigsburg · Main-Tauber-Kreis  · Mannheim · Neckar-Odenwald-Kreis · Ortenaukreis · Ostalbkreis · Pforzheim · Rastatt · Ravensburg · Rems-Murr-Kreis · Reutlingen · Rhein-Neckar-Kreis · Rottweil · Schwäbisch Hall · Schwarzwald-Baar-Kreis · Sigmaringen · Stuttgart · Tübingen · Tuttlingen · Ulm · Waldshut · Zollernalbkreis
Altlußheim · Angelbachtal · Bammental · Brühl · Dielheim · Dossenheim · Eberbach · Edingen-Neckarhausen · Epfenbach · Eppelheim · Eschelbronn · Gaiberg · Heddesbach · Heddesheim · Heiligkreuzsteinach · Helmstadt-Bargen · Hemsbach · Hirschberg an der Bergstraße · Hockenheim · Ilvesheim · Ketsch · Ladenburg · Laudenbach · Leimen · Lobbach · Malsch · Mauer · Meckesheim · Mühlhausen · Neckarbischofsheim · Neckargemünd · Neidenstein · Neulußheim · Nußloch · Oftersheim · Plankstadt · Rauenberg · Reichartshausen · Reilingen · Sandhausen · Schönau · Schönbrunn · Schriesheim · Schwetzingen · Sinsheim · Spechbach · St. Leon-Rot · Waibstadt · Walldorf · Weinheim · Wiesenbach · Wiesloch · Wilhelmsfeld · Zuzenhausen